# 非洲小松鼠
非洲小松鼠（学名：Myosciurus pumilio），哺乳綱、囓齒目、松鼠科的一种，是非洲小松鼠屬唯一的一种。而與非洲小松鼠屬同科的動物尚有矮松鼠屬（黑耳矮松鼠）、非洲條紋松鼠屬（烏干達條紋松鼠）、美洲俾格米松鼠屬（艾氏俾格米松鼠）、條紋松鼠屬（條紋松鼠）等之數種哺乳動物。